# Bregenzer Wasserauto
Als Bregenzer Wasserauto wurde ein von Carl Bitz 1917 der Öffentlichkeit vorgestellter Prototyp eines Wasserfahrzeuges bezeichnet. Nach einem Artikel im Vorarlberger Volksfreund vom 22. September 1917 soll es sich um ein Floß mit darauf verschraubter Karosserie gehandelt haben. Es galt „vom technisch-seemännisch-nautischen Standpunkt“ her als „unbrauchbar“.

## Beschreibung
Das von Carl Bitz, damals technischer Direktor der Elektra Bregenz in Bregenz, am 8. September 1917 vor einer größeren Zuschauermenge im Hafen von Bregenz, Vorarlberg, Österreich, präsentierte Fahrzeug bestand aus einem vollständig geschlossenen, eckigen Wagenkasten mit einer Bugspitze und drei mit Luft gefüllten Schwimmkörpern (Auftriebskörper) in Torpedoform. Die beiden seitlich des Wagenkastens angebrachten Hauptschwimmer waren etwa fünf Meter lang und 50 cm im Durchmesser und verdickten sich von vorne (Bug) zum Heck (Antrieb) und sollten dadurch eine besonders geeignete Form für die Fortbewegung im Wasser haben, wodurch der Energieaufwand bei der Fortbewegung reduziert würde. Der kleinere Schwimmkörper, eingemittelt am Bug des Fahrzeugs, mit einer Länge von etwa vier Metern und einem Durchmesser von etwa 25 cm diente zur Steuerung und war fast ganz im Wasser eingetaucht.
Das Wasserauto wurde mit einem in der Bugspitze befindlichen, 16 PS (rund 11,7 kW) starken Benzinmotor über eine Schiffsschraube am Heck angetrieben und erreichte damit bei der Probefahrt eine Geschwindigkeit von etwa 2,7 Knoten (rund 5 km/h).
Wegen dieser besonderen Konstruktion des Wasserautos gab es keinen Stapellauf, sondern das Gefährt wurde mit einem Kran in das Hafenbecken von Bregenz gehievt. Das Fahrzeug war ausschließlich für den Betrieb im Wasser vorgesehen und konnte auch nicht selbst aus dem Wasser herausfahren.
Die erste Wasserung und die Versuche dienten der Feststellung des Schwerpunktes und der Lage im Wasser. Weder der Motor noch der sonstige Mechanismus waren dauerhaft betriebsfähig montiert. Es stellte sich heraus, dass der Bug des Wasserautos zu tief im Wasser lag. Weitere Versuche wurden – soweit bekannt – nicht unternommen, über den Verbleib des Prototyps ist nichts bekannt.
Gemäß einem Zeitungsbericht soll es zu einer Patentanmeldung gekommen sein. Der Versuch gilt als Beispiel für die seinerzeit „von Zeit zu Zeit immer wieder“ neu auftauchenden Produkte „jener unglücklichen Liebe der Erfinder“ zur Verbindung von Motorwagen und Motorboot, die „den Fluch aller Kompromisse in sich“ vereinigten.